# 托南斯莱穆兰
托南斯莱穆兰（法語：Thonnance-les-Moulins，法語發音：[tɔnɑ̃s le mulɛ̃]）是法国上马恩省的一个市镇，属于圣迪济耶区。

## 地理
托南斯莱穆兰（48°24'37"N, 5°17'37"E）面积21.5 平方千米，位于法国大東部大區上马恩省，该省份为法国东北部内陆省份，北起马恩省和默兹省，西接奥布省，西南接科多尔省，东南接上索恩省，东临孚日省。
与托南斯莱穆兰接壤的市镇（或旧市镇、城区）包括：阿农维尔、埃什奈、热尔迈、勒泽维尔、龙让河畔农库尔、萨伊、埃皮宗。

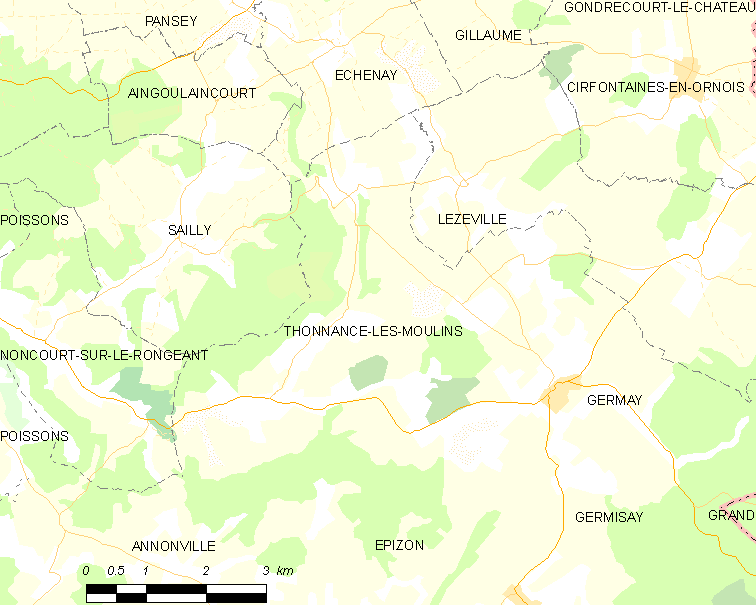
托南斯莱穆兰的OSM定位图

托南斯莱穆兰的时区为UTC+01:00、UTC+02:00（夏令时）。

## 行政
托南斯莱穆兰的邮政编码为52230，INSEE市镇编码为52491。

## 政治
托南斯莱穆兰所属的省级选区为普瓦松县。

## 人口

1962-2008年间托南斯莱穆兰人口变化图示

托南斯莱穆兰于2022年1月1日时的人口数量为107人。